# Annette Sergent
Annette Sergent (Chambéry, Francia, 17 de noviembre de 1962) es una atleta francesa retirada especializada en la prueba de 10000 m, en la que ha conseguido ser medallista de bronce europea en 1990.

## Carrera deportiva
En el Campeonato Europeo de Atletismo de 1990 ganó la medalla de bronce en los 10000 metros, con un tiempo de 31:51.68 segundos, llegando a meta tras la soviética Yelena Romanova y la alemana Kathrin Ullrich (plata con 31:47.60 s).